# Tarczka (broń biała)

Szpada wyposażona w dwie symetryczne tarczki

Tarczka – element rozbudowanej osłony rękojeści w broni białej, w postaci płytki, często lekko wklęsłej zapewniającej dodatkową ochronę dłoni użytkownika w trakcie walki.
Tarczki mogą być umocowane zarówno poziomo (patrząc z na broń wiszącą pionowo w dół), jak i pionowo. Może wchodzić w skład jelca lub też stanowić samodzielny jelec (tzw. jelec tarczkowy; przykładem jelców tarczkowych są tsuby mieczy japońskich)
Tarczki przybierają zróżnicowane formy: koła, owalu lub kształtów wysoce ozdobnych (często są też bogato zdobione). Element szczególnie popularny w szpadach i niektórych typach rapierów (pappenheimer). Tarczki mogą być zwrócone stroną wklęsłą zarówno w kierunku rękojeści, jak i sztychu. W tym drugim przypadku mogą pełnić funkcję analogiczną do taszki, chroniąc wlot pochwy przed dostawaniem się do niej wody i zanieczyszczeń.

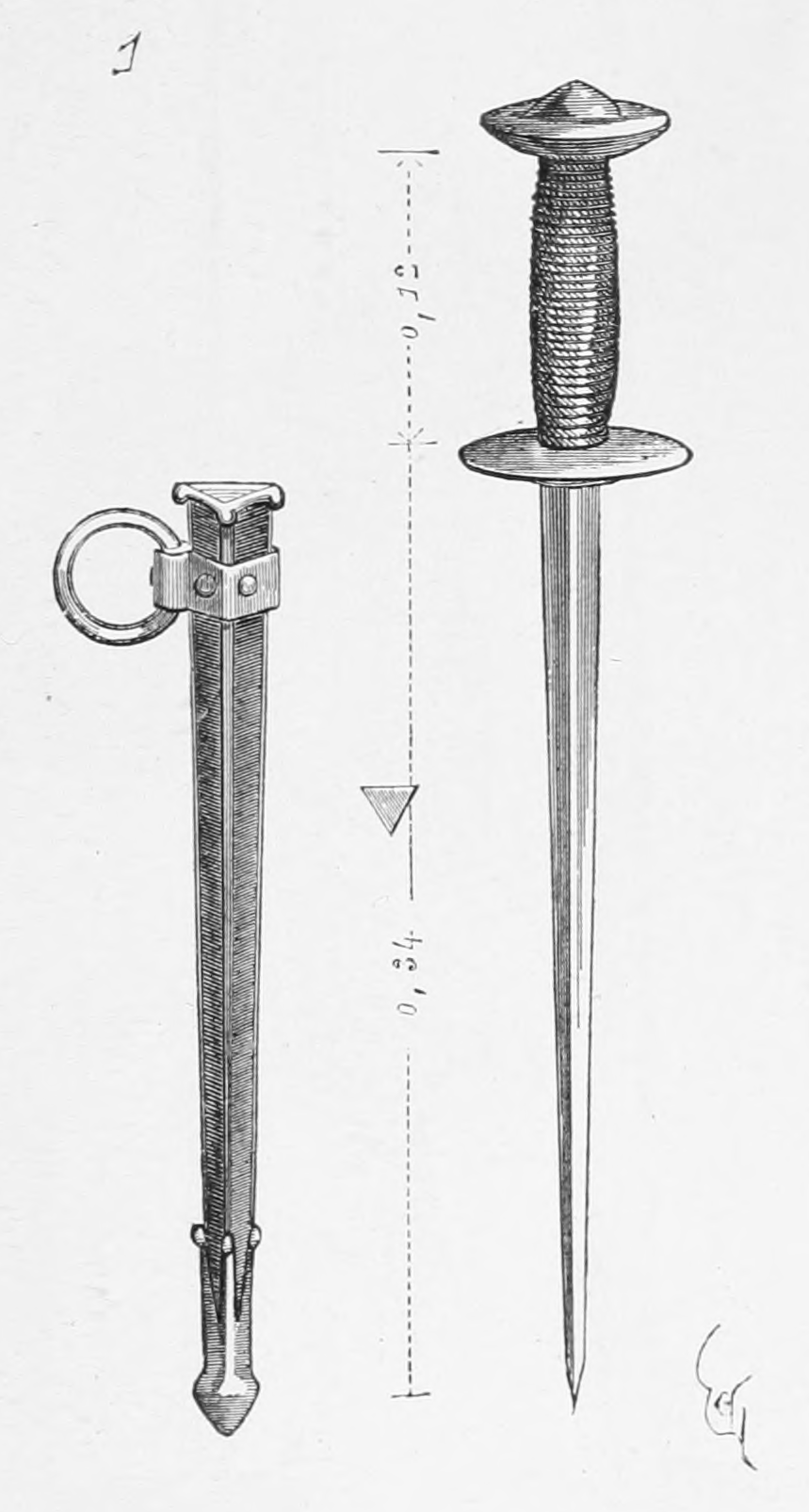
Tarczka jako samodzielny jelec na przykładzie sztyletu tarczkowego
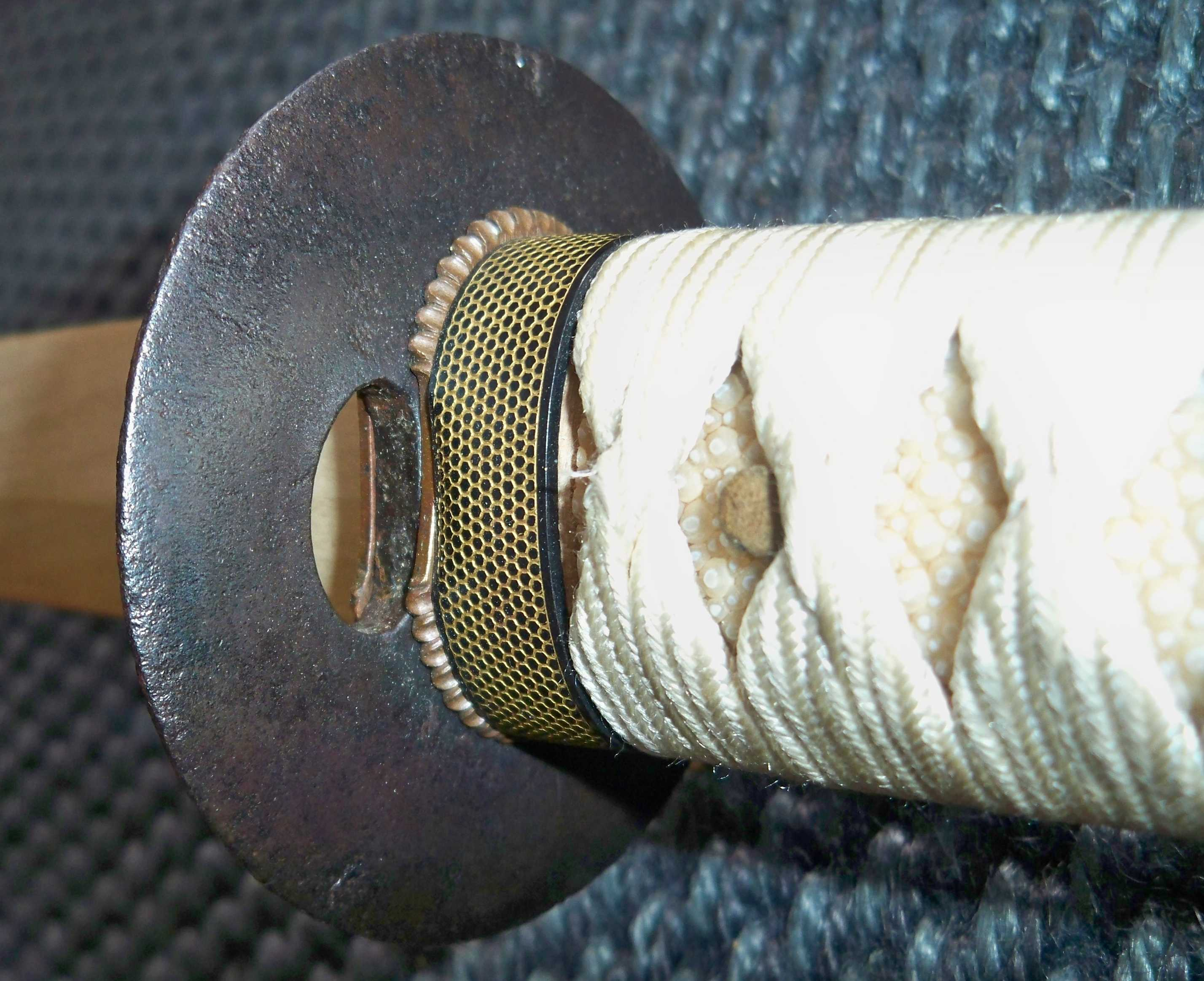
Tsuba – jelec tarczkowy broni japońskiej
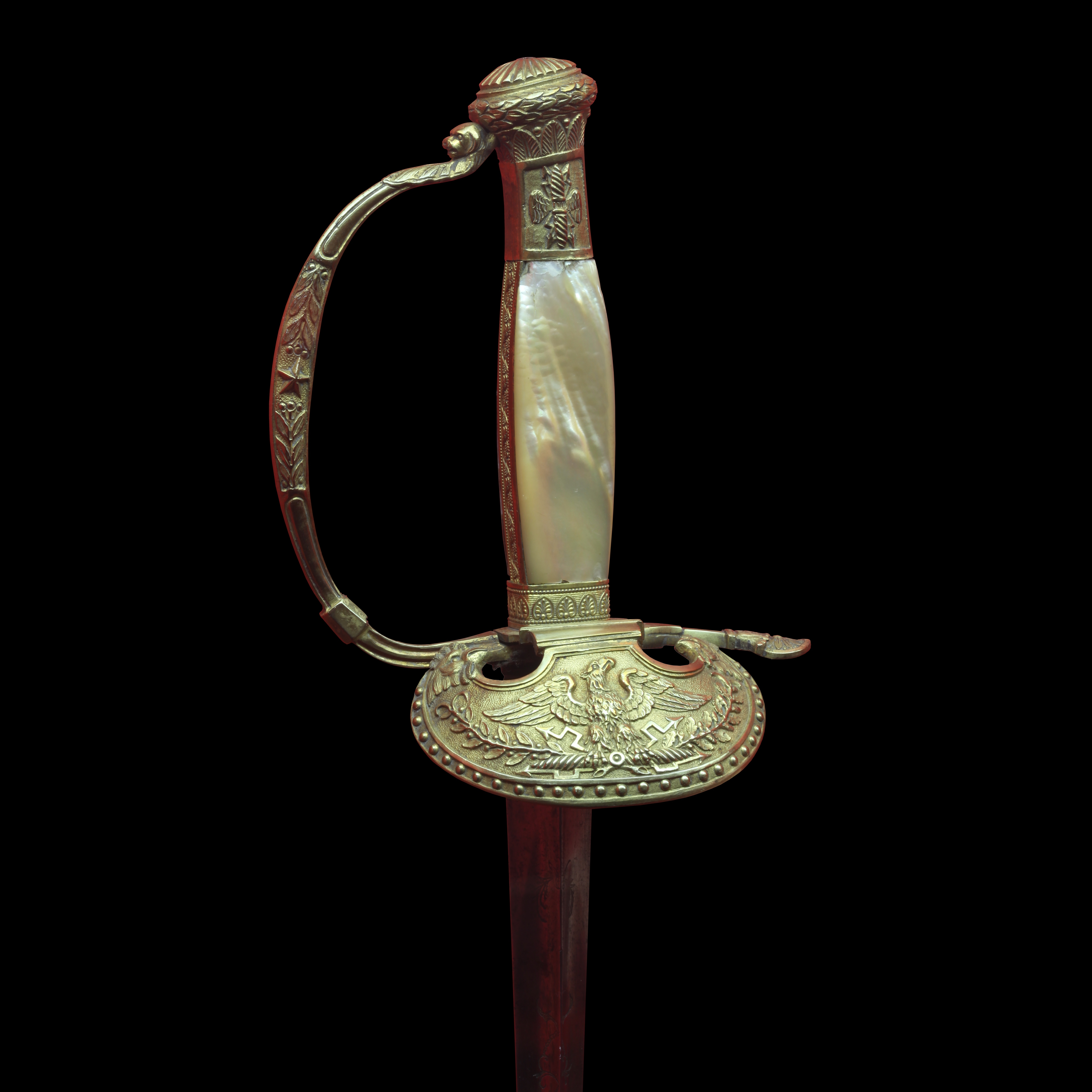
Jelec z tarczką poziomą
Jelec z dwoma tarczkami pionowymi
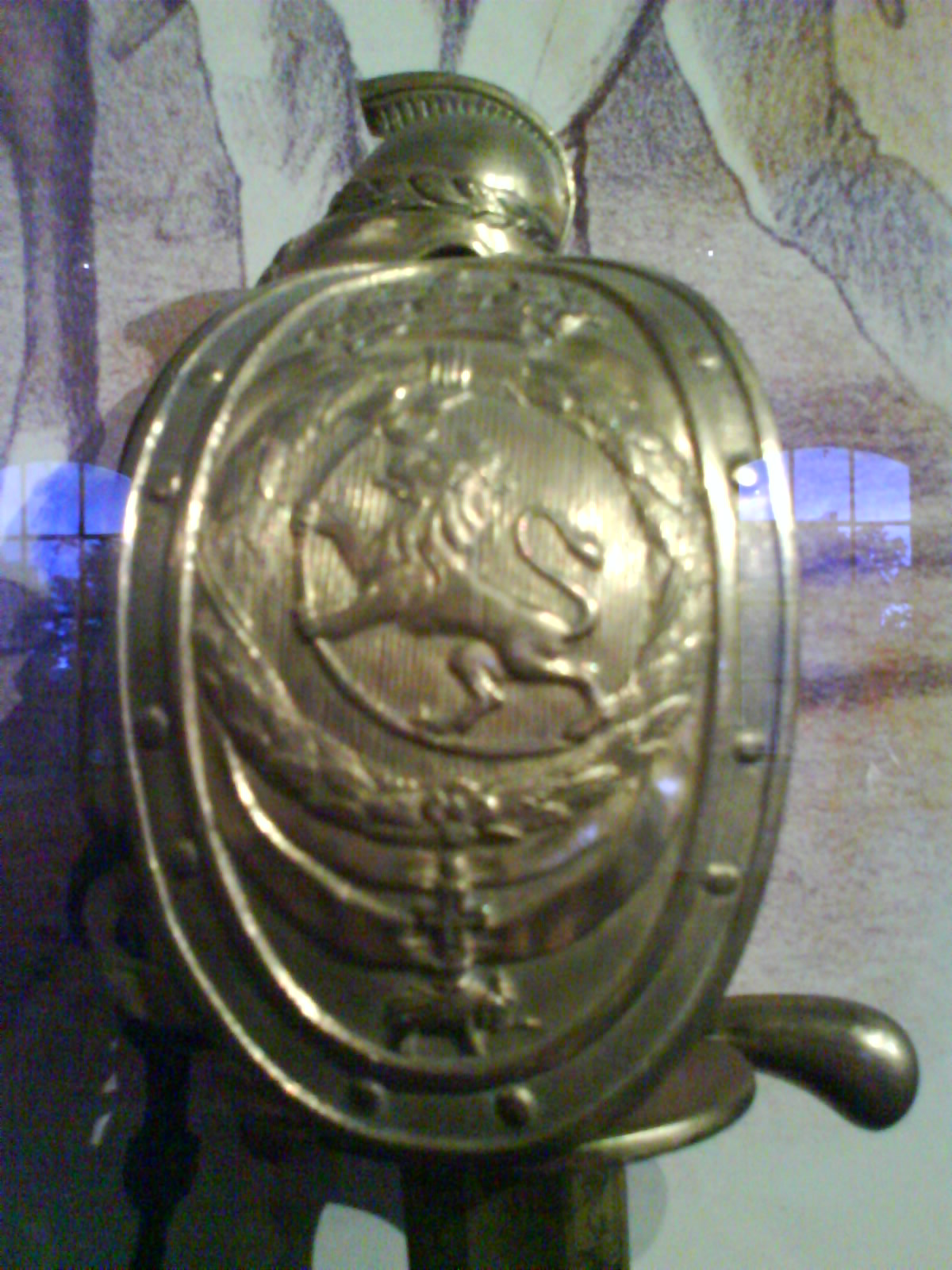
Duża tarczka pionowa jako rozbudowana ochrona dłoni